# Cinema Atlàntida

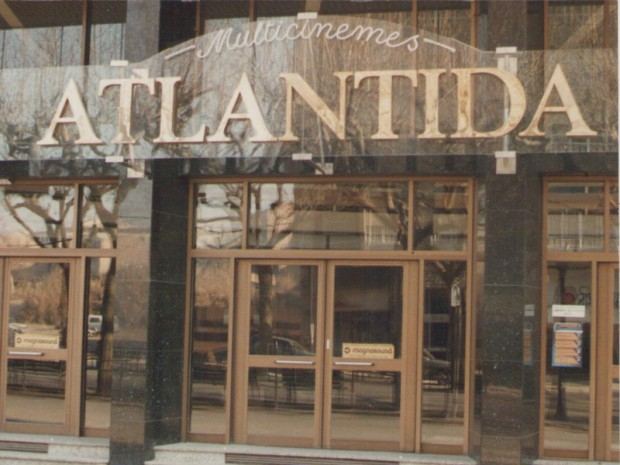
Cinema Atlàntida (Manresa)

El Cinema Atlàntida fou un cinema de Manresa situal Passeig de Pere III, 50.
Es va inaugurar el 27 d'agost del 1976 amb la pel·lícula: Jaws (Tiburón). Estava situat just al costat del ja existent cinema Catalunya. Tots dos cinemes eren propietat de la família Padró.
Primer funcionaven com dos establiments independents, però a partir del 1987 el Catalunya va desaparèixer per passar a ser una sala de l'Atlàntida, amb entrada des del Passeig. El 16 de juny del 1988, amb la inauguració del complex de multicines, s'afegien tres sales més a la que ja hi havia. En total, els multicines sumaven 2.246 butaques per al públic.
L'empresa Espectacles Padró Cabot SL. decideix tancar portes de l'Atlàntida el 2012.